# Фінал Кубка володарів кубків 1995
Фінал Кубка володарів кубків 1995 — футбольний матч для визначення володаря Кубка володарів кубків УЄФА сезону 1994/95, 35-й фінал змагання між володарями національних кубків країн Європи. 
Матч відбувся 10 травня 1995 року у Парижі за участю володаря Кубка володарів кубків 1993/94 лондонського «Арсенала» та володаря Кубка Іспанії 1993/94 «Сарагоси». Гра завершилася перемогою іспанців з рахунком 2-1 у додатковий час, які здобули свій перший титул володарів Кубка володарів кубків.

## Шлях до фіналу
| Реал Сарагоса     | Реал Сарагоса | Реал Сарагоса   | Реал Сарагоса   | 1994/95      | Арсенал   | Арсенал      | Арсенал         | Арсенал            |
| ----------------- | ------------- | --------------- | --------------- | ------------ | --------- | ------------ | --------------- | ------------------ |
| Суперник          | Результат     | Перший матч     | Повторний матч  | Раунд        | Суперник  | Результат    | Перший матч     | Повторний матч     |
| Глорія (Бистриця) | 5–2           | 1–2 (на виїзді) | 4–0 (вдома)     | Перший раунд | Омонія    | 6–1          | 3–1 (на виїзді) | 3–0 (вдома)        |
| Татран            | 6–1           | 4–0 (на виїзді) | 2–1 (вдома)     | Другий раунд | Брондбю   | 4–2          | 2–1 (на виїзді) | 2–2 (вдома)        |
| Феєнорд           | 2–1           | 0–1 (на виїзді) | 2–0 (вдома)     | 1/4 фіналу   | Осер      | 2–1          | 1–1 (вдома)     | 1–0 (на виїзді)    |
| Челсі             | 4–3           | 3–0 (вдома)     | 1–3 (на виїзді) | 1/2 фіналу   | Сампдорія | 5–5 пен. 3-2 | 3–2 (вдома)     | 2–3 дч (на виїзді) |

## Деталі
| 10 травня 1995 |

| Реал Сарагоса          | 2:1 (дч) | Арсенал     |
| ---------------------- | -------- | ----------- |
| Еснайдер 68' Наїм 120' | Протокол | Хартсон 76' |

| Парк де Пренс, Париж Глядачів: 42 000 Арбітр: П'єро Чеккаріні |

| Реал Сарагоса | Арсенал |

| В                |  | Андоні Седрун        |    |     |
| З                |  | Альберто Бельсуе     | ЖК |     |
| З                |  | Хесус Анхель Солана  |    |     |
| З                |  | Фернандо Касерес     |    |     |
| З                |  | Хав'єр Агуадо        |    |     |
| ПЗ               |  | Наїм                 |    |     |
| ПЗ               |  | Сантьяго Арагон      | ЖК |     |
| ПЗ               |  | Густаво Поєт         |    | 90' |
| Н                |  | Мігель Пардеса (к)   |    |     |
| Н                |  | Франсіско Ігуера     | ЖК | 77' |
| Н                |  | Хуан Еснайдер        |    |     |
| Заміни:          |  |                      |    |     |
| В                |  | Хосе Бельман         |    |     |
| З                |  | Оскар                |    |     |
| ПЗ               |  | Хесус Гарсія Санхуан |    | 77' |
| ПЗ               |  | Гелі                 |    |     |
| Н                |  | Хосе Луїс Лорето     |    |     |
| Головний тренер: |  |                      |    |     |
| Віктор Фернандес |  |                      |    |     |

| В                |  | Девід Сімен        |    |     |
| З                |  | Найджел Вінтерберн |    | 47' |
| З                |  | Мартін Кіоун       |    | 46' |
| З                |  | Тоні Адамс (к)     |    |     |
| З                |  | Лі Діксон          |    |     |
| З                |  | Енді Лініган       |    |     |
| ПЗ               |  | Рей Парлор         |    |     |
| ПЗ               |  | Пол Мерсон         | ЖК |     |
| ПЗ               |  | Стефан Шварц       |    |     |
| Н                |  | Іан Райт           |    |     |
| Н                |  | Джон Хартсон       | ЖК |     |
| Заміни:          |  |                    |    |     |
| В                |  | Вінс Бартрам       |    |     |
| З                |  | Стів Морроу        |    | 47' |
| ПЗ               |  | Девід Гіллір       |    | 46' |
| ПЗ               |  | Едді Макголдрік    |    |     |
| Н                |  | Кріс Ківом'я       |    |     |
| Головний тренер: |  |                    |    |     |
| Стюарт Х'юстон   |  |                    |    |     |